# J. C. W. Beckham
Pour les articles homonymes, voir Beckham.
John Crepps Wickliffe Beckham, né le 5 août 1869 dans le comté de Nelson et mort le 9 janvier 1940 à Louisville, est un homme politique américain du Parti démocrate.
Il est le 35e gouverneur du Kentucky (1900–1907) et un sénateur pour l'État au Sénat des États-Unis. Dans sa quête du Sénat, il est le premier sénateur du Kentucky élu après l'adoption du XVIIe amendement de la Constitution des États-Unis.